# Висш съвет на съдиите и прокурорите
Висшият съвет на съдиите и прокурорите (на турски: Hâkimler ve Savcılar Yüksek Kurulu; HSYK) е в рамките на турската съдебна власт кадрови и дисциплинарен орган спрямо магистратите и съдебните служители.
Под това си име съществува от 13 май 1981 г. Под различни форми аналогичен нему орган има още от 1924 г., т.е. от времето на Ататюрк.
През 1961 г. има два органа – Висш съвет на съдиите (Yüksek Hâkimler Kurulu) и Висш съвет на прокурорите (Yüksek Savcılar Kurulu). След обединението на двата органа в единен, по силата на конституционните промени от 1981 г., съветът се ръководи и председателства от министъра на правосъдието на република Турция.
След конституционния референдум в страната от 12 септември 2010 г., броят на членовете му е увеличен от 7 до 22, като те са обособени в три колегии – съдийска, прокурорска и дисциплинарна.  Турската съдебна власт има самостоятелен бюджет и сама управлява имуществото си.
През февруари 2014 г., по силата на изменения приети от Великото народно събрание на Турция, са извършени някои структурни промени в този орган – в насока ограничаване самоуправлението.  Конституционния съд на република Турция отхвърля по жалба 24 от общо 43-те поправки касаещи на Висшия съвет на съдиите и прокурорите.
След неуспешния опит за държавен преврат в Турция от юли 2016 г., 2745 съдии и прокурори са или задържани под стража за съпричастност към Хизмет, или пенсионирани преждевременно. Те за заподозрени в „членството в паралелна структура“, съпричастна към опита за държавен преврат.  Мярката засяга близо 20% от общия брой на съдиите и прокурорите в Турция. Съюзът на съдиите в България излиза със спорна декларация в тяхна подкрепа. 